# Prelude au Sommeil
Prelude au Sommeil es el primer sencillo del compositor francés Jean-Jacques Perrey, el cual fue publicado en 1958. Al igual que sus dos sencillos posteriores, este solo tiene dos canciones. Cada una de estas canciones dura 25 minutos.

## Lista de canciones
| Número | Título                    | Duración |
| ------ | ------------------------- | -------- |
| 1      | Prelude au Sommeil Part 1 | 25:29    |
| 2      | Prelude au Sommeil Part 2 | 25:20    |